# Cabrières-d'Aigues
Cabrières-d'Aigues is een gemeente in het Franse departement Vaucluse (regio Provence-Alpes-Côte d'Azur) en telt 819 inwoners (2006). De plaats maakt deel uit van het arrondissement Apt.

## Geografie
De oppervlakte van Cabrières-d'Aigues bedraagt 19,0 km², de bevolkingsdichtheid is 43,2 inwoners per km².
De onderstaande kaart toont de ligging van Cabrières-d'Aigues met de belangrijkste infrastructuur en aangrenzende gemeenten.

## Demografie
Onderstaande figuur toont het verloop van het inwonertal (bron: INSEE-tellingen).